# Dusona mikroschemos
Dusona mikroschemos là một loài tò vò trong họ Ichneumonidae.